# Polylepis tarapacana
Polylepis tarapacana là một loài thực vật thuộc họ Rosaceae. Loài này có ở Bolivia, Chile, Peru, và có thể cả Argentina. Chúng hiện đang bị đe dọa vì mất môi trường sống.

## Hình ảnh

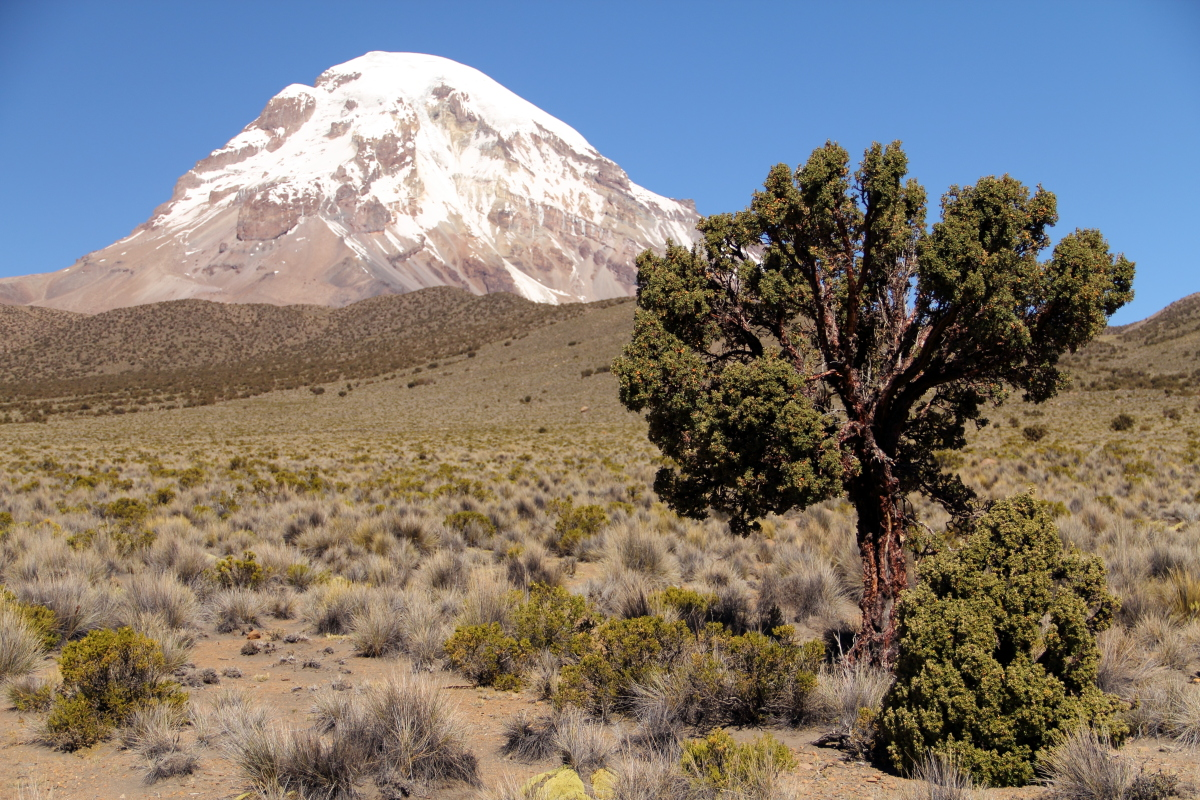
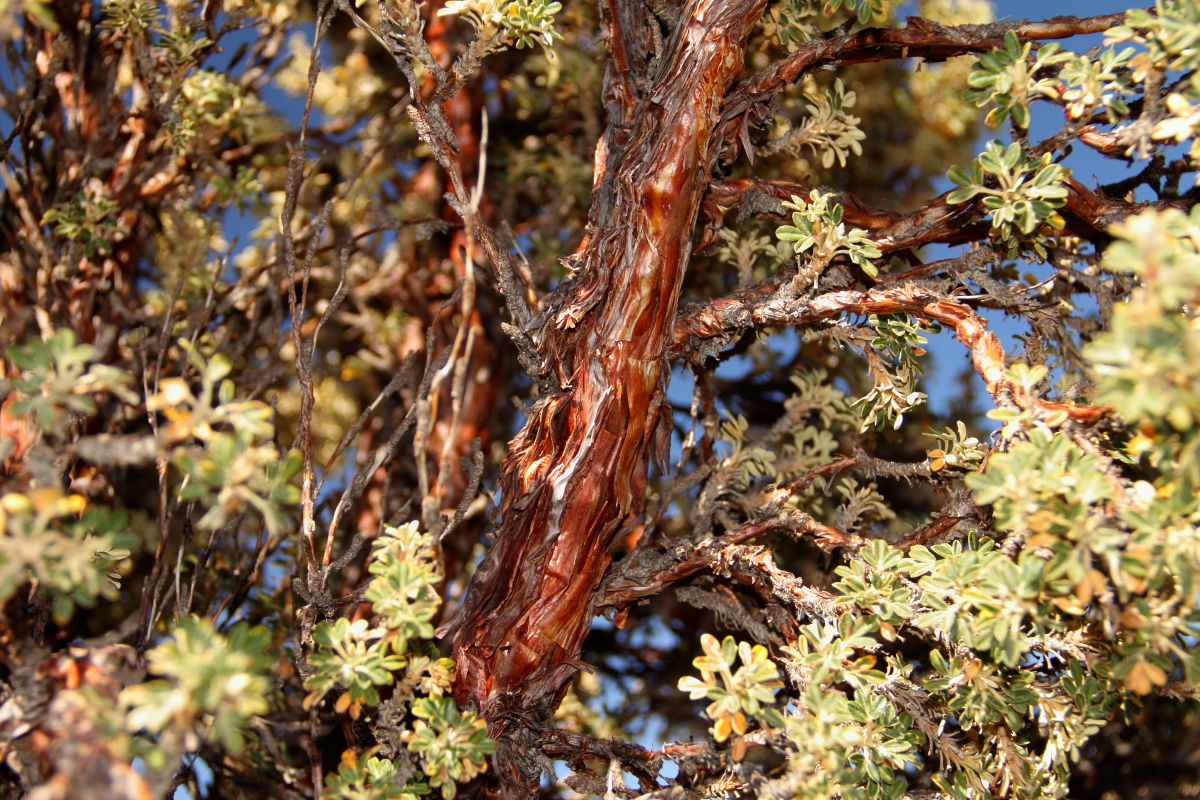
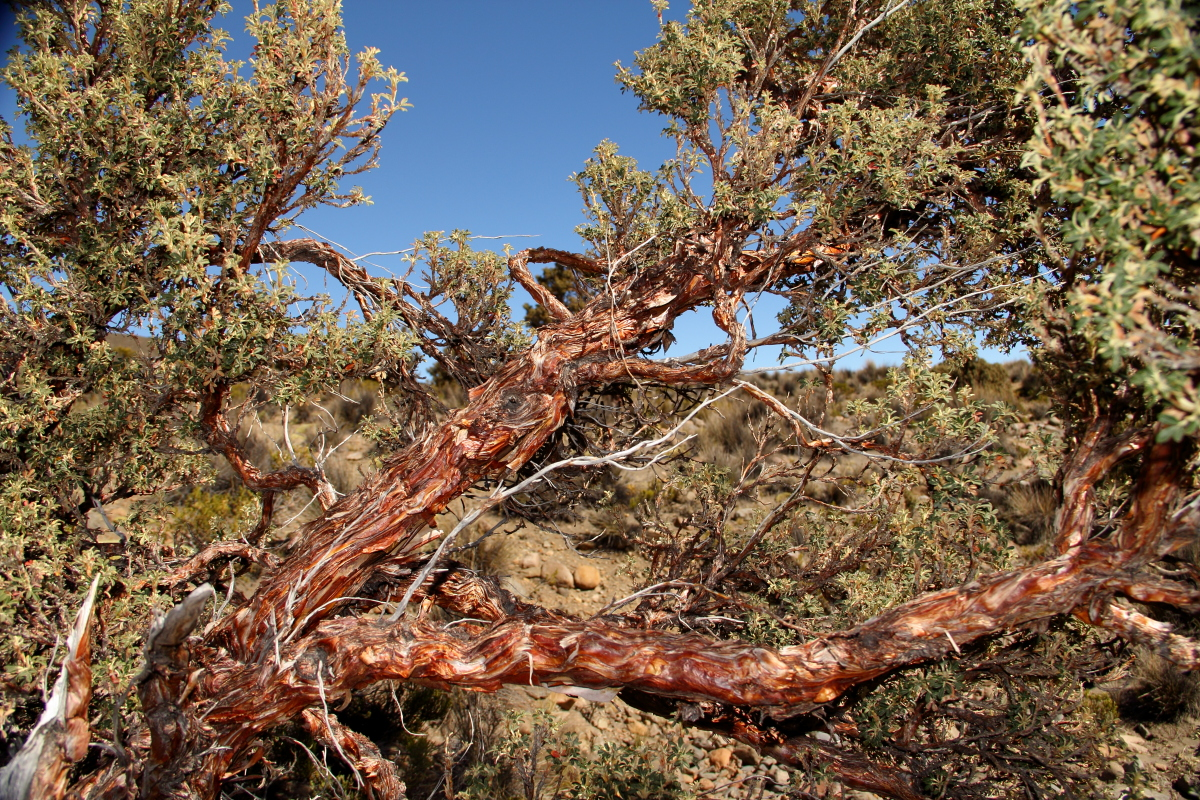